# Zeche Wülfingsburg
Die Zeche Wülfingsburg ist ein ehemaliges Steinkohlenbergwerk in Wetter-Grundschöttel. Das Bergwerk war über 70 Jahre in Betrieb.

## Bergwerksgeschichte
Im Jahr 1761 erfolgte die Verleihung eines Grubenfeldes. Es wurde ein Längenfeld mit dem Namen Wülfingsburg verliehen. Noch im selben Jahr wurde in der Trapper Mulde, nördlich vom heutigen Haus Schlebusch, mit dem Abbau begonnen. Im Jahr 1769 wurde in den Flözen No. 1 und No. 2 abgebaut. Seit dem Jahr 1796 lag das Bergwerk für mehrere Jahre still. Im Jahr 1802 wurde das Bergwerk wieder in Betrieb genommen. Noch im selben Jahr wurde ein Querschlag vom Schacht Eickelberg der Zeche Adler angesetzt. Im Jahr 1803 wurde der Schacht 1 geteuft. Dieser Schacht, der den Namen Schacht Abel erhielt, wurde tonnlägig geteuft. Im darauffolgenden Jahr wurde mit dem Abbau begonnen. Im Jahr 1805 waren der Schacht Abel und der Schacht Elisabeth in Betrieb. Im Jahr 1810 waren die Schächte Fabian und Fortuna in Förderung. Im Jahr 1815 war nur der Schacht Fortuna in Betrieb. Im Jahr 1820 waren ein Versuchsschacht und der Schacht Fortuna in Betrieb. Im Jahr 1825 war nur der Schacht Adolphina in Betrieb. Am 3. Juli des Jahres 1828 wurde das Längenfeld Wülfingsburg fernere Maaßen verliehen. In den Jahren 1830 bis 1835 waren der Schacht Adolphina und der Schacht Maria in Betrieb. Im Jahr 1830 wurden rund 3600 Tonnen Steinkohle und im Jahr 1835 wurden 2255 Tonnen Steinkohle gefördert. Im Jahr 1837 wurde der Schacht Silvia geteuft. Der Schacht Silvia wurde mit einer Dampffördermaschine ausgerüstet. Die Maschine war die erste von Friedrich Harkort aufgestellte Maschine ihrer Art. Am 18. Februar desselben Jahres konsolidierte die Zeche Wülfingsburg mit anderen Bergwerken zur Zeche Vereinigte Wülfingsburg.